# کاروم، ویکتوریا
کاروم (به انگلیسی: Carrum) یک منطقهٔ مسکونی در استرالیا است که در ویکتوریا (استرالیا) واقع شده‌است.